# 9473 Ghent
9473 Ghent è un asteroide della fascia principale. Scoperto nel 1998, presenta un'orbita caratterizzata da un semiasse maggiore pari a 2,7634688 UA e da un'eccentricità di 0,0267203, inclinata di 4,17888° rispetto all'eclittica.